# Manikeism

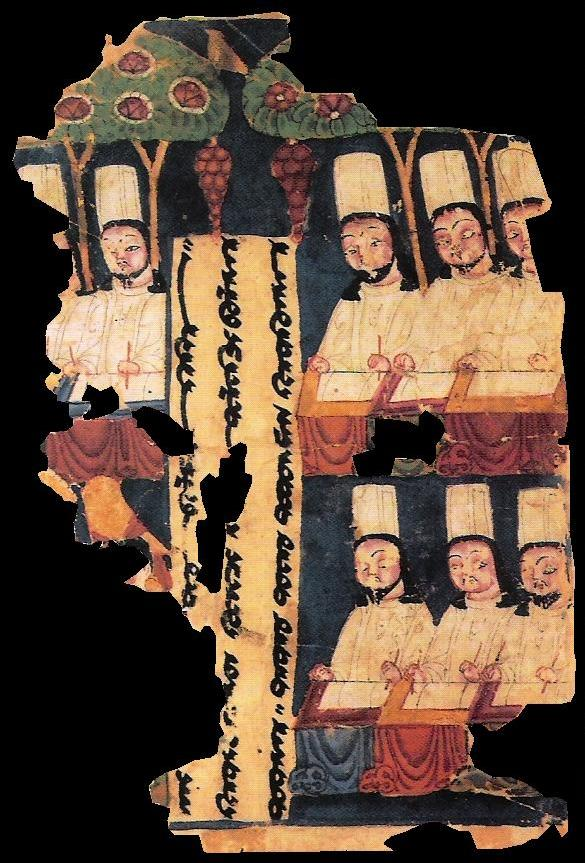
Uigurisk bild av manikeiska präster.

Manikeismen är en religion med gnostiska och starka dualistiska drag, grundad av parthern Mani (cirka 216–276) i det sasanidiska riket. Läran var under en tid en världsreligion med utbredning från Kina till Nordafrika/Spanien och hotade att konkurrera ut kristendomen. Den uppträdde i olika länder insprängd i såväl kristendom som zoroastrism och buddhism. Enligt manikeismen är människans själ en andlig gnista fången i kroppen, men denna kan befrias och avskiljas från den materiella kroppen genom kunskap, gnosis. Manikeismen gjorde anspråk på att samtidigt fullända buddhismen, zoroastrismen och kristendomen samt delar av judendomen genom en egen skriftreligion om sju böcker med olika titlar.
Enligt Geo Widengren är manikeismens lärosystem i grunden iranskt med stark påverkan från zoroastrismen men formulerat enligt mesopotamisk tradition vilket bidrog till att Manis läror attraherade anhängare både i det sasanidiska Iran och i Mesopotamiens mångkulturella och gnostiska miljö.

## Ljus och mörker: manikeistisk dualism
Enligt manikeismen bildar ljus och mörker två skilda riken som är utan ursprung och som existerat vid sidan av varandra innan världen kom till. Dessa riken har likartad struktur. Storhetens Fader är konung över ljusets rike (jfr himmelriket), men är samtidigt helt identisk med detta ljusrike. Även mörkrets rike (jfr helvetet) har en konung.
Urmänniskan härstammar från ett ursprungligt krig mellan Storhetens Fader och konungen över mörkrets rike. Adam och Eva var skenbilder skapade av Mörkret, men alla ättlingar, människorna, innehåller också ljuspartiklar, och Jesus, ljusglansen, sändes ut för att påminna människorna om detta. Apostlar är även Noa, Enok, Sem, Abraham, Buddha och Zarathustra.
Människans kanske viktigaste uppgift är att se till ljuspartiklarna i världen och tingen. Människornas befrielse kan endast ske genom kretsloppet av avelse, födelse och död, och därför måste de handlingar som tjänar livet utföras. Denna dubbelhet avspeglades i det manikeiska samfundets form. Församlingarna leddes av utvalda, som levde i celibat och som uteslutande åt vegetarisk och ljusbringande kost. Den yttre kretsen bestod av åhörare som fick ha sex och äta kött, men inte själva slakta.

## Grundande, utbredning och upplösning
Mani växte upp i Babylonien i en elkesaitisk miljö tillsammans med sin mor Tani. Efter två visioner cirka 229 och 240 kände han sig manad att utveckla en egen gnostisk lära. Han begav sig till Indien och undervisade efter sin återkomst i södra Iran och Babylonien. Hans böcker översattes till de språk där hans lärjungar undervisade. Förföljd på grund av sin lära dog Mani själv i fängelse. Hans lära spred sig dock i olika väderstreck; i Europa blev det en allvarlig medtävlare till den unga kristendomen; exempelvis var Augustinus maniké innan han blev kristen. Med tiden undertrycktes den av förföljelser från de kristna, men verkar levt kvar i hemlighet ganska länge - det finns bevarade manikeiska skrifter från europeisk äldre medeltid, som kan ha framställts i hemlighet. Det har föreslagits att medeltidens stora kättarrörelser, bogomiler och katarer, hade ett samband med manikeismen, men detta är osäkert. I Mellanöstern utplånades manikeismen efter islams erövring av området, men det anses ofta att i synnerhet den shiitiska inriktningen av islam tagit vissa intryck av läran. Störst framgång hade den manikeiska missionen i Central- och Östasien. Hos uigurerna blev läran i praktiken statsreligion, och den hade också stor framgång hos mongolerna. Med tiden blev den hos dessa folkslag dock ersatt av islam respektive lamaismen. Även i Kina fick Manis lära många anhängare. Dock gick religionsförföljelserna under kejsare Tang Wuzong (840-talet) hårt åt manikeerna, som bland annat deporterades till olika provinser. Religionen levde dock kvar åtminstone fram till 1500-talet i Kina. Där finns också Cao'an – världens enda manikeiska tempel – bevarat.

## Spår och influenser, nymanikeism
Även om manikeismen dog ut lämnade den spår efter sig inom monoteistisk buddhism och framför allt i islam. Även den kinesiska daoismen kan ha tagit visst intryck. Idag finns det även en nymanikeistisk rörelse som söker bringa liv i religionen.

## Övriga betydelser
Begreppet manikeism används också metaforiskt för att beskriva olika slags tänkande som bygger på absoluta motsatser.